# Теспе (Ордабасинский район)
Теспе (каз. Теспе) — село в Ордабасинском районе Туркестанской области Казахстана. Входит в состав Буржарского сельского округа. Код КАТО — 514637500.

## Население
В 1999 году население села составляло 486 человек (241 мужчина и 245 женщин). По данным переписи 2009 года, в селе проживало 586 человек (288 мужчин и 298 женщин).